# Markeloff
Егор Вадимович Маркелов (12 февраля 1988; Днепропетровск) — украинский профессиональный киберспортсмен в дисциплине CS. Лучший игрок мира в 2010 году по версии сайта HLTV.org. Участник первых двенадцати мейджоров по CSGO. Чемпион Европы Wesg 2017 года в составе Team Ukraine. Не участвовал в профессиональных матчах с 2018 года.

## Карьера
В 2005 году Егор познакомился с Иваном Шевцовым, который, в свою очередь, привел Маркелова в команду DTS.Chatrix. Началом профессиональной карьеры можно считать первый выездной турнир Егора — КиберМетель 2005, на котором DTS вышли в полуфинал, но проиграли команде A-Gaming. Через некоторое время из DTS образовалась новая команда — HellRaisers — на тот момент ещё слабая команда с игроками-любителями. Со временем, HellRaisers, выиграв несколько турниров, распадаются. Через год команда в полном составе вернулась, вновь под тегом DTS.Chatrix.
Состав DTS на 2008 год:
- Иван «Johnta» Шевцов (Днепропетровск)
- Егор «markeloff» Маркелов (Днепропетровск)
- Егор «pops» Зиновьев (Днепропетровск)
- Валентин «Valentinich» Кравченко (Донецк)
- Кирилл «ANGE1» Карасёв (Киев)

В 2009 году прошёл турнир KODE5 Spain, на котором, дойдя до финала, DTS проиграли испанской команде mTw.
После распада он играл в топовых украинских коллективах, включая pro100, KerchNET и Arbalet.UA. В 2009 году Егору предложили перейти в новую команду под названием Na’Vi. Именно в этой команде Маркелов добился наибольших успехов в период с 2009 по 2012 годы, выступая за мультигейминговый проект — Natus Vincere. В составе «Рождённых Побеждать» выиграл четыре чемпионата мира. Украинский проект стал всемирно известным.
14 июня 2010 года в здании Кабинета Министров состоялась встреча премьер-министра Украины Николая Азарова и команды Natus Vincere. На ней в том числе обсуждались вопросы развития индустрии информационных технологий на Украине.
Сумма призовых в 2010 году — $225 080, что является наивысшим достижением за всю историю профессионального Counter-Strike. Предыдущие рекорды принадлежали шведским командам SK Gaming ($183 000 в 2003 году) и fnatic ($189 000 в 2009 году).
В течение трёх лет коллектив считался самым стабильным, однако после перехода на новую игровую дисциплину — Counter-Strike: Global Offensive, команда в течение 2013 года не показала высоких результатов. Состав с ноября 2012 — июль 2013 года:
- Даниил «Zeus» Тесленко (Харьков)
- Сергей «Starix» Ищук (Киев)
- Арсений «ceh9» Триноженко (Львов)
- Иоанн «Edward» Сухарёв (Харьков)
- Егор «Markeloff» Маркелов (Днепропетровск)

11 мая 2020 года выступил в старом составе Natus Vincere 2010. Вместе с Zeus, Edward, ceh9, starix обыграли состав стримеров из СНГ со счетом 3:1 в BO5 матче. 2 карты были сыграны в Counter Strike 1.6. Состав был назван «Reversus Vincere», что означало «вернувшиеся побеждать».

## Достижения
| Место | В игре | В составе команды | Турнир                                                | Место проведения | Дата проведения                 | Призовые   |
| ----- | ------ | ----------------- | ----------------------------------------------------- | ---------------- | ------------------------------- | ---------- |
| 5     | CS 1.6 | KerchNET          | IEM IV European Championship Finals                   | Кёльн            | 15 — 17 января 2010 года        | $1,250     |
| 1     | CS 1.6 | Natus Vincere     | Intel Extreme Masters IV                              | Ганновер         | 6-8 марта 2010 года             | $50,000    |
| 2     | CS 1.6 | Natus Vincere     | Arbalet Cup Europe 2010                               | Стокгольм        | 14-16 мая 2010 года             | $10,000    |
| 5-8   | CS 1.6 | Natus Vincere     | DreamHack Summer 2010                                 | Йёнчёпинг        | 19-22 июня 2010 года            | нет        |
| 1     | CS 1.6 | Natus Vincere     | ESWC 2010                                             | Париж            | 30 июня-6 июля 2010 года        | $36,000    |
| 1     | CS 1.6 | Natus Vincere     | Arbalet Dallas 2010                                   | Даллас           | 16-18 июля 2010 года            | $25,000    |
| 3     | CS 1.6 | Natus Vincere     | GameGune 2010                                         | Бильбао          | 22-24 июля 2010 года            | €3,000     |
| 3     | CS 1.6 | Natus Vincere     | IEM V Global Challenge Shanghai                       | Шанхай           | 29 июля-1 августа 2010 года     | $5,000     |
| 2     | CS 1.6 | Украина           | ESL ENC Season 2010                                   | Кёльн            | 22 августа 2010 года            | €3,000     |
| 1     | CS 1.6 | Natus Vincere     | WCG 2010                                              | Лос-Анджелес     | 30 сентября-3 октября 2010 года | $25,000    |
| 4     | CS 1.6 | Natus Vincere     | WEM 2010                                              | Ханчжоу          | 3-7 ноября 2010 года            | $7,500     |
| 1     | CS 1.6 | Natus Vincere     | DreamHack Winter 2010                                 | Йёнчёпинг        | 25-27 ноября 2010 года          | $14,291.84 |
| 4     | CS 1.6 | Natus Vincere     | IEM V European Championship Finals                    | Киев             | 20-23 января 2011 года          | $3,200     |
| 1     | CS 1.6 | Natus Vincere     | Intel Extreme Masters Season V World Championship     | Ганновер         | 1-5 марта 2011 года             | $35,000    |
| 3     | CS 1.6 | Natus Vincere     | DreamHack Summer 2011                                 | Йёнчёпинг        | 17-20 июня 2011 года            | $1,572.69  |
| 3     | CS 1.6 | Natus Vincere     | GameGune 2011                                         | Бильбао          | 22-24 июня 2011 года            | €3,000     |
| 3     | CS 1.6 | Natus Vincere     | e-STARS Seoul 2011                                    | Сеул             | 19-20 августа 2011 года         | $9,190     |
| 2     | CS 1.6 | Natus Vincere     | Samsung European Championship 2011                    | Варшава          | 7-9 октября 2011 года           | $10,000    |
| 2     | CS 1.6 | Natus Vincere     | Electronic Sports World Cup 2011                      | Париж            | 20-25 октября 2011 года         | $6,000     |
| 3     | CS 1.6 | Natus Vincere     | DreamHack Winter 2011                                 | Йёнчёпинг        | 24-27 ноября 2011 года          | $4,280.42  |
| 1     | CS 1.6 | Natus Vincere     | Intel Extreme Masters Season VI Global Challenge Kiev | Киев             | 19-22 января 2012 года          | $16,000    |
| 2     | CS 1.6 | Natus Vincere     | Intel Extreme Masters Season VI World Championship    | Ганновер         | 6-10 марта 2012 года            | $20,000    |
| 2     | CS 1.6 | Natus Vincere     | Copenhagen Games 2012                                 | Копенгаген       | 4-7 апреля 2012 года            | €4,700     |
| 2     | CS 1.6 | Natus Vincere     | DreamHack Summer 2012                                 | Йёнчёпинг        | 16-20 июня 2012 года            | $3,555.43  |
| 2     | CS 1.6 | Natus Vincere     | GameGune 2012                                         | Бильбао          | 26-28 июня 2012 года            | $7,461.16  |
| 4     | CS GO  | Natus Vincere     | TECHLABS Cup 2013 Moscow                              | Москва           | 23 марта 2013 года              | $1,000     |
| 3     | CS GO  | Natus Vincere     | StarLadder StarSeries V                               | Киев             | 4-7 апреля 2013 года            | $2,500     |
| 2     | CS GO  | Natus Vincere     | StarLadder StarSeries VI                              | Киев             | 4-7 июня 2013 года              | $3,000     |
| 1     | CS GO  | Astana Dragons    | TECHLABS Cup 2013 Kiev                                | Киев             | 31 августа 2013 года            | $3,500     |
| 3-4   | CS GO  | Astana Dragons    | DreamHack Bucharest 2013                              | Бухарест         | 14-15 августа 2013 года         | $1,500     |
| 1     | CS GO  | Astana Dragons    | DreamHack Bucharest 2013                              | Бухарест         | 14-15 августа 2013 года         | $1,500     |
| 2     | CS GO  | Astana Dragons    | StarLadder StarSeries VII                             | Киев             | 10-13 октября 2013 года         | $4,000     |
| 3     | CS GO  | Astana Dragons    | Electronic Sports World Cup 2013                      | Париж            | 30 октября-3 ноября 2013 года   | $4,000     |
| 1     | CS GO  | Astana Dragons    | TECHLABS Cup 2013 Finals                              | Москва           | 16-17 ноября 2013 года          | $10,000    |
| 5-8   | CS GO  | Astana Dragons    | DreamHack Winter 2013                                 | Йёнчёпинг        | 28 ноября-1 декабря 2013 года   | $10,000    |
| 4     | CS GO  | Astana Dragons    | StarLadder StarSeries VIII                            | Киев             | 20-22 декабря 2013 года         | $1,500     |
| 5-8   | CS GO  | HellRaisers       | ESL Major Series One: Katowice 2014                   | Катовице         | 13-16 марта 2014 года           | $10,000    |
| 3     | CS GO  | HellRaisers       | DreamHack Summer 2014                                 | Йёнчёпинг        | 14-17 июня 2014 года            | $3,500     |
| 3     | CS GO  | HellRaisers       | DreamHack Valencia 2014                               | Валенсия         | 17-20 июля 2014 года            | €1,500     |
| 9-12  | CS GO  | HellRaisers       | ESL One: Cologne 2014                                 | Кёльн            | 14-17 августа 2014 года         | $2,000     |
| 3     | CS GO  | HellRaisers       | StarLadder StarSeries X                               | Киев             | 30-31 августа 2014 года         | $5,000     |
| 2     | CS GO  | HellRaisers       | Game Show League Season 1                             | Москва           | 2-5 октября 2014 года           | $5,000     |
| 5-8   | CS GO  | HellRaisers       | DreamHack Winter 2014                                 | Йёнчёпинг        | 27-29 ноября 2014 года          | $10,000    |
| 4     | CS GO  | Flipsid3 Tactics  | Copenhagen Games 2015                                 | Копенгаген       | 1-5 апреля 2015 года            | €1,000     |
| 1     | CS GO  | Flipsid3 Tactics  | CIS LAN Championship                                  | Воронеж          | 17-19 апреля 2015 года          | $5,000     |

#### Статистика
Сводная статистика по турнирам.
| Год       | Число турниров | место | место | место | Призовые | Призовые на человека |
| 2010—2012 | 38             | 15    | 11    | 8     | $390 110 | $78 022              |
| 2010      | 14             | 8     | 1     | 3     | $219 950 | $43 990              |
| 2011      | 14             | 5     | 2     | 5     | $97 150  | $19 430              |
| 2012      | 10             | 2     | 8     | 0     | $73 010  | $14 602              |
| --------- | -------------- | ----- | ----- | ----- | -------- | -------------------- |

#### Рекордные призовые
Сумма призовых в 2012 году — $387 320 (по состоянию на 7 апреля 2012 г.), что является наивысшим достижением за всю историю профессионального Counter-Strike. Предыдущие рекорды принадлежали шведским командам SK Gaming ($183 000 в 2003 году) и fnatic ($189 000 в 2009 году).

#### Рейтинг игроков
По результатам 2010 года популярный сайт HLTV.org составил рейтинг 20 лучших игроков в Counter-Strike, первое место в котором получил Егор «markeloff» Маркелов. Сергей «Starix» Ищук занял 4-е место, Иван «Edward» Сухарев — 5-е, а капитан команды Даниил «Zeus» Тесленко, помимо 19-го места, получил звание «Лучшего капитана года»
В 2011 году Егор занял 3-е место в рейтинге HLTV.org и 15-е место в 2014-м.

### В составе Astana Dragons и HellRaisers
В июле 2013 года покинул Na`Vi и ушёл в Astana Dragons. Причина ухода-высокая зарплата в Astana Dragons.
Кроме Егора в команде ещё два игрока из Украины — Иоанн «Edward» Сухарёв и Кирилл «ANGE1» Карасёв, игрок из России — Михаил «Dosia» Столяров и игрок из Казахстана — Даурен «AdreN» Кыстаубаев.
Первой победой драконов стал Techlabs Cup UA 2013. Драконы успешно преодолели онлайн квалификацию, обыграв всех своих соперников. На лан финале в Киеве, ребята одолели соперников из команды fnatic со счётом 2:0 по картам.
Следующим лан турниром стал DreamHack в Румынии. AD вышли из группы с первого места. В сетке они обыграли команду n!faculty и вышли в четвертьфинал, где уступили со счётом 2:1 по картам, будущим чемпионам — NiP. В итоге команда из Астаны разделила 3-4 место с украинской командой Na`Vi.
В октябре 2013 года «драконы» завоевали серебро в седьмом сезоне SLTV StarSeries VII. По итогам сезона ребята заняли четвёртое место, а на финальных играх обошли команды Fnatic и NiP, но уступили французской организации VeryGames.
В начале ноября 2013 года команда завоевала третье место на чемпионате мира по версии ESWC.

### В составе FlipSid3
В 2015 шведская команда FlipSid3 объявила о своем уходе в команду Property. В том же месяце в официальной группе Вконтакте команды dAT Team появилась запись о том, что в скором времени возможен переход игроков dAT Team в FlipSid3. Вскоре dAT Team подтвердили свой переход, подписав Егора «markeloff» Маркелова вместо Егора «flamie» Васильева.
Во FlipSid3 Егор играл с 2015 по 2018 года. Однако после неудачи сначала на ELEAGUE Major: Boston 2018, а затем на отборочных к СНГ-майнору FACEIT Major: London 2018, команда была расформирована. До окончания контракта Егор находился в запасе, а после так и не вошёл в состав какой-либо команды.